# Muereasca (gmina)
Muereasca – gmina w Rumunii, w okręgu Vâlcea. Obejmuje miejscowości Andreiești, Frâncești-Coasta, Găvănești, Hotarele, Muereasca, Muereasca de Sus, Pripoara i Șuta. W 2011 roku liczyła 2467 mieszkańców.